# Tête à Pierre Grept
La Tête à Pierre Grept est un sommet suisse culminant à 2 903 mètres et situé sur la frontière entre le canton de Vaud et le canton du Valais. Elle fait partie des Alpes vaudoises, sous-ensemble des Alpes bernoises, qui s'étend des Dents de Morcles au massif des Diablerets en passant par le Grand Muveran.

## Toponymie
D'après l'historien Jean-Paul Verdan, le nom serait un hommage à un certain Pierre Grept. Deux hypothèses sont avancées. La première concerne un malfaiteur dont le procès s'est tenu en décembre 1749 et qui a été condamné à la décapitation par l'épée. Les habitants auraient alors nommé ironiquement la montagne en son nom, peut-être influencés par la légende de la quille du Diable et de l'éboulement de juin 1749. La seconde hypothèse concerne un chasseur de chamois ayant vécu dans la région.